# Zawakil
Els zawàqil foren unes bandes de mercenaris i bandits àrabs de l'època abbàssida que operaven a la Jazira i el Xam (nord de Síria).
El seu nom podria derivar de la paraula zawala que vol dir 'deixar caure els dos extrems del turbant sobre l'esquena'. La primera vegada que són esmentats fou durant la revolta del qaisita Abu l-Haydham al-Murri a Damasc (vers 792/793); els zawàqil van combatre amb els qaisites contra els iemenites i abbàssides; un dels seus caps fou Duama ibn Abd Allah; el 796/797 s'esmenten grups zawàqil participant en un conflicte tribal a Síria, que fou dominat per Jàfar ibn Yahya al-Barmakí. Un cap destacat fou Nasr ibn Shabath, un militar que fou empresonat per matar el seu comandant i va fugir de presó i es va erigir en cap d'una banda de zawàqil durant la guerra civil entre al-Mamun i al-Amin (després del 809). Ibn Shabath i al-Abbas Zufar (un altre cap) van sembrar el terror a la regió de Kurus (Cyrrhus) i van lluitar contra el qaisita Uthman ibn Thumama de la regió de Kinnasrin, que més tard es va acabar aliant a Nasr ibn Shabath. Aquest i al-Abbas foren cridats pels descendents del noble abbàssida Salih ibn Ali per combatre una revolta d'una tribu iemenita, els tanukh. El 811 s'esmenten bandes de zawàqil dirigides per Amr ibn Abd al-Aziz al-Sulami durant la revolta del pretendent omeia Abu l-Umaytir al-Sufyani contra el governador de Damasc; grups zawàqil van lluitar a favor del rebel (que tenia suport dels iemenites) mentre altres van lluitar a l'altre bàndol que tenia el suport qaisita. Després de sortir de Damasc els homes d'Amr ibn Abd al-Aziz van anar a Rakka on es van reunir amb Nasr ibn Shabath i amb al-Abbas ibn Zufar i altres grups de zawàqil que havien anat a la zona cridats per al-Amin que necessitava tropes irregulars per la seva guerra contra el seu germà. Però entre les files d'al-Amin va esclatar la discòrdia, i els zawàqil i les tropes sirianes d'un costat, es van enfrontar a l'altra grup de tropes d'al-Amin, els ahl Khurassan i las dels abna; zawàqil i sirians foren derrotats i es van dispersar. Després del triomf d'al-Mamun a la guerra civil, Nasr ibn Shabath va quedar com a principal cap dominant la fortalesa de Kaysun, que va rebutjar els atacs dels soldats del califa; finalment foren integrats a l'exèrcit del califat. Una part va acompanyar al general Abd Allah ibn Tahir al Khorasan on van quedar delmats en els combats del 828.